# Smokin' Aces
Smokin' Aces és una pel·lícula britànica de 2007, dirigida per Joe Carnahan.

## Argument
Buddy Israel és un actor famós i il·lusionista que treballa als escenaris de Las Vegas, per la unió que existeix entre els jocs d'atzar i la delinqüència. Buddy és un home feble i completament a mercè de les drogues, que s'enfronta a un dels moments més importants de la seva vida, en dos dies serà col·locat en un programa de protecció de testimonis, després d'haver estat forçat per l'FBI a declarar contra els seus amics de l'hampa, entre ells Primo Sparazza, cap de la Cosa Nostra.
48 hores són llargues i pot passar qualsevol cosa, sobretot després que la màfia ha ofert una recompensa d'1 milió de dòlars pel cap d'Israel, que viu segrestat en una habitació d'un hotel. Inicia una "guerra" entre set assassins i l'FBI, que culminarà en un enfrontament sagnant en l'hotel i el casino Nomad (nom fictici de l'hotel Horizon) al llac Tahoe, Nevada.

## Repartiment
| Actor            | Paper               |
| ---------------- | ------------------- |
| Ben Affleck      | Jack Dupree         |
| Andy García      | Stanley Locke       |
| Alicia Keys      | Georgia Sykes       |
| Ray Liotta       | Donald Carruthers   |
| Ryan Reynolds    | Richard Messner     |
| Jeremy Piven     | Buddy "Aces" Israel |
| Martin Henderson | Hollis Elmore       |
| Tommy Flanagan   | Lazlo Soot          |